# U.S. Repeating Arms Company

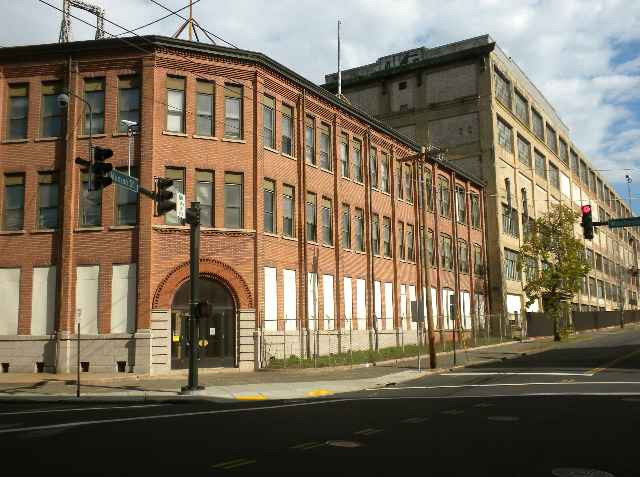
O prédio histórico da fábrica em New Haven que a USRAC tentou manter em funcionamento

A U.S. Repeating Arms Company. Inc. (USRAC) foi uma empresa Norte americana, que atuou entre 1981 e 1989, constituída pelos funcionários da Winchester Repeating Arms Company com o objetivo de dar continuidade à fabricação local dos famosos "Rifles Winchester". Esta foi a última reorganização da empresa "Winchester" original. Com a falência em 1989, ela finalmente foi adquirida por uma holding belga, o Herstal Group, detentor da FN Herstal.
Em 2006, uma nova diretriz do Herstal Group determinou o encerramento definitivo da fabricação local dos rifles Winchester nos Estados Unidos. A marca "Winchester", pertence hoje à Olin Corporation, e a produção, comandada pela FN Herstal, está distribuída em vários países, como: Bélgica, Portugal, Turquia e mais recentemente no Japão.